# 잉글랜드 의회
잉글랜드 의회(영어: Parliament of England)는 13세기부터 그레이트브리튼 의회로 대체되는 1707년까지 잉글랜드 왕국의 입법부였다. 잉글랜드 의회는 잉글랜드 국왕에게 자문을 제공했던 성직귀족과 귀족들로 이루어진 대회의로부터 발전되었다. 대회의(Magnum Concilium)는 헨리 3세(재위: 1216년~1272년)의 통치 기간 중에 처음으로 의회(Parliament)라고 불렸다. 이때까지 왕은 과세에 대한 의회의 동의를 요구했다.

## 같이 보기
- 그레이트브리튼 의회
- 입법부